# Seznam dílů seriálu Práce bokem
Toto je seznam dílů seriálu Práce bokem.

## Přehled řad
| Řada | Díly | Premiéra v USA    | Premiéra v USA  | Premiéra v ČR   | Premiéra v ČR     |
| Řada | Díly | První díl         | Poslední díl    | První díl       | Poslední díl      |
| ---- | ---- | ----------------- | --------------- | --------------- | ----------------- |
| 1    | 26   | 7. listopadu 2020 | 25. září 2021   | 25. dubna 2021  | 26. prosince 2021 |
| 2    | 21   | 2. října 2021     | 30. června 2022 | 13. května 2022 | —                 |

## Seznam dílů

### První řada (2020–2021)
| Č. v seriálu | Č. v řadě | Původní název         | Český název        | Režie                 | Scénář                                | Premiéra v USA     | Premiéra v ČR      | Prod. kód |
| ------------ | --------- | --------------------- | ------------------ | --------------------- | ------------------------------------- | ------------------ | ------------------ | --------- |
| 1            | 1         | Start Hustling        | Jde se makat       | Adam Weissman         | Dave Malkoff                          | 7. listopadu 2020  | 25. dubna 2021     | 101       |
| 2            | 2         | Vitamin D-isaster     | Vitamín Děs        | Adam Weissman         | Dave Malkoff                          | 14. listopadu 2020 | 2. května 2021     | 102       |
| 3            | 3         | Yard Sale             | Garážový výprodej  | Adam Weissman         | Dave Malkoff                          | 21. listopadu 2020 | 9. května 2021     | 103       |
| 4            | 4         | Trashy Jobs           | Špinavá práce      | Adam Weissman         | Joe Sullivan                          | 28. listopadu 2020 | 16. května 2021    | 104       |
| 5            | 5         | Friendiversary        | Přátelvýročí       | Leonard R. Garner Jr. | David A. Arnold                       | 5. prosince 2020   | 23. května 2021    | 105       |
| 6            | 6         | Milkshake Suckdown    | Milkshakemánie     | Leonard R. Garner Jr. | John D. Beck a Ron Hart               | 12. prosince 2020  | 30. května 2021    | 106       |
| 7            | 7         | KidDING! Dongs        | PrDěťáci!          | Jody Margolin Hahn    | John D. Beck a Ron Hart               | 23. ledna 2021     | 18. července 2021  | 107       |
| 8            | 8         | Lunch Boxed In        | Krabička na obědy  | Leonard R. Garner Jr  | Joe Sullivan                          | 30. ledna 2021     | 25. července 2021  | 108       |
| 9            | 9         | Chemistry Hustle      | Chemická práce     | Jody Margolin Hahn    | Alex Hanpeter a Jude Tedmori          | 6. února 2021      | 1. srpna 2021      | 109       |
| 10           | 10        | Phantom of the Mooery |                    | Wendy Faraone         | William Luke Schreiber a Beth Crudele | 13. února 2021     | 8. srpna 2021      | 110       |
| 11           | 11        | Karaoke Kick Off      | Karaoke výkop      | Wendy Faraone         | Heather Wood a Maegan McConnell       | 20. února 2021     | 15. srpna 2021     | 111       |
| 12           | 12        | Dog WedDING!          |                    | David Kendall         | David A. Arnold                       | 13. března 2021    | 22. srpna 2021     | 112       |
| 13           | 13        | Uncle Nedward         | Strýček Nedward    | Wendy Faraone         | Dave Malkoff                          | 20. března 2021    | 29. srpna 2021     | 113       |
| 14           | 14        | Jag-Jitsu             | Jag-Jitsu          | Leonard R. Garner Jr. | David A. Arnold                       | 27. března 2021    | 12. září 2021      | 115       |
| 15           | 15        | Hot Tubby's           |                    | David Kendall         | Joe Sullivan                          | 3. dubna 2021      | 19. září 2021      | 116       |
| 16           | 16        | Moo's the Boss        |                    | Evelyn Belasco        | John D. Beck a Ron Hart               | 10. dubna 2021     | 5. září 2021       | 114       |
| 17           | 17        | Make-A-Mutt           |                    | Jody Margolin Hahn    | Maegan McConnell a Heather Wood       | 17. dubna 2021     | 3. října 2021      | 118       |
| 18           | 18        | Juckles               | Juckles            | Mike Caron            | Dave Malkoff                          | 1. května 2021     | 10. října 2021     | 119       |
| 19           | 19        | Rat Busters           |                    | Adam Weissman         | John D. Beck a Ron Hart               | 8. května 2021     | 17. října 2021     | 120       |
| 20           | 20        | Bot Club              |                    | Natalie Van Doren     | Joe Sullivan                          | 15. května 2021    | 21. listopadu 2021 | 121       |
| 21           | 21        | Extra Crunchy         | Extra Crunchy      | Evelyn Belasco        | Alex Hanpeter a Jude Tedmori          | 22. května 2021    | 28. listopadu 2021 | 122       |
| 22           | 22        | Mouth Noise           | Zvuky              | Wendy Faraone         | Alex Hanpeter a Jude Tedmori          | 17. července 2021  | 26. září 2021      | 117       |
| 23           | 23        | Love Sensei           |                    | Wendy Faraone         | Maegan McConnell a Heather Wood       | 11. září 2021      | 5. prosince 2021   | 123       |
| 24           | 24        | Room For Munchy       | Pokoj pro Munchyho | Adam Weissman         | John D. Beck a Ron Hart               | 18. září 2021      | 19. prosince 2021  | 125       |
| 25           | 25        | The Presley Slide     | Presley Slide      | Adam Weissman         | Dave Malkoff                          | 25. září 2021      | 26. prosince 2021  | 126       |

### Druhá řada (2021–2022)
| Č. v seriálu | Č. v řadě | Původní název                                       | Český název             | Režie                 | Scénář                                 | Premiéra v USA     | Premiéra v ČR     | Prod. kód |
| ------------ | --------- | --------------------------------------------------- | ----------------------- | --------------------- | -------------------------------------- | ------------------ | ----------------- | --------- |
| 26           | 1         | Model Employees                                     |                         | Adam Weissman         | Dave Malkoff                           | 2. října 2021      | 13. května 2022   | 201       |
| 27           | 2         | Wreck-It Rex                                        | Naštvaný Rex            | Adam Weissman         | John D. Beck a Ron Hart                | 9. října 2021      | 16. května 2022   | 202       |
| 28           | 3         | The Way You Luke Tonight                            | Půjdeš se mnou na ples? | Jody Margolin Hahn    | Joe Sullivan                           | 16. října 2021     | 17. května 2022   | 203       |
| 29           | 4         | Scare Bear                                          | Medvěd hrůzy            | Wendy Faraone         | Wesley Jermaine Johnson a Scott Taylor | 23. října 2021     | 12. prosince 2021 | 124       |
| 30           | 5         | Al-Dude-isburg                                      | Kámošsburg              | Wendy Faraone         | Laura House                            | 30. října 2021     | 18. května 2022   | 204       |
| 31           | 6         | Stash the Cash                                      | Cash v nebezpečí        | Leonard R. Garner Jr. | Wesley Jermaine Johnson a Scott Taylor | 6. listopadu 2021  | 19. května 2022   | 205       |
| 32           | 7         | Lex-Jitsu                                           | Lex-Jitsu               | Leonard R. Garner Jr. | Laura House                            | 13. listopadu 2021 | 20. května 2022   | 206       |
| 33           | 8         | A Mouth Noise Christmas                             |                         | Evelyn Belasco        | Alex Hanpeter a Jude Tedmori           | 20. listopadu 2021 | —                 | 207       |
| 34           | 9         | The Return of Uncle Nedward                         | Návrat strýčka Nedwarda | Phill Lewis           | Wesley Jermaine Johnson a Scott Taylor | 10. března 2022    | 16. srpna 2022    | 212       |
| 35           | 10        | Room4U                                              | Pokoj pro tebe          | Evelyn Belasco        | Laura House                            | 17. března 2022    | 15. srpna 2022    | 211       |
| 36           | 11        | Clownderella                                        |                         | Chris Phillips        | John D. Beck a Ron Hart                | 24. března 2022    | 24. května 2022   | 209       |
| 37           | 12        | That Young Warped Danger Hustle When Worlds Collide |                         | Adam Weissman         | Dave Malkoff                           | 21. dubna 2022     | —                 | 220       |
| 38           | 13        | Flex to the Future                                  |                         | Natalie Van Doren     | Wesley Jermaine Johnson a Scott Taylor | 28. dubna 2022     | 24. srpna 2022    | 218       |
| 39           | 14        | Thumb and Thumber                                   |                         | David Kendall         | Beth Crudele                           | 5. května 2022     | 17. srpna 2022    | 213       |
| 40           | 15        | Groomer Has It                                      |                         | David Kendall         | Michael Cadwallader                    | 12. května 2022    | 18. srpna 2022    | 214       |
| 41           | 16        | Sand Storm                                          |                         | Evelyn Belasco        | Dave Malkoff                           | 19. května 2022    | 23. května 2022   | 208       |
| 42           | 17        | Dinner for Jerks                                    |                         | Evelyn Belasco        | Alex Hanpeter a Jude Tedmori           | 26. května 2022    | 19. srpna 2022    | 215       |
| 43           | 18        | Prank You Very Much                                 |                         | Adam Weissman         | Joe Sullivan                           | 9. června 2022     | 25. srpna 2022    | 219       |
| 44           | 19        | Altoonisburg Al                                     |                         | Adam Weissman         | Dave Malkoff                           | 16. června 2022    | 22. srpna 2022    | 216       |
| 45           | 20        | We Have a Bingo!                                    |                         | Natalie Van Doren     | Joe Sullivan                           | 23. června 2022    | 25. května 2022   | 210       |
| 46           | 21        | Yesley Day                                          | Anový Den               | Jody Margolin Hahn    | John D. Beck a Ron Hart                | 30. června 2022    | 23. srpna 2022    | 217       |